# Caeroser
Die Caeroser oder Caserosen (lateinisch Caerosi, Caeroesi, Ceroesi, Cerosi) waren ein kelto-germanischer Stamm, der im 1. Jahrhundert v. Chr. im Eifel–Ardennen-Gebiet siedelte.
Das Vorhandensein eines solchen Stammes konnte bisher archäologisch nicht belegt werden. Der Stamm wird 57 v. Chr. von Gaius Iulius Caesar in de bello Gallico zusammen mit den Eburonen, den Condrusern und den Paemanern als einer von vier linksrheinischen Germanenstämme erwähnt, die im Krieg der Belger ein Aufgebot von zusammen 40.000 Bewaffneten stellten.
Sprachforscher ordnen den Stamm den Kelten zu.

## Quelle
- Gaius Iulius Caesar, de bello Gallico 2,4.